# 80º minuto
80º minuto è  stato un programma televisivo italiano andato in onda sulla rete satellitare FX dal 22 maggio 2008 con la conduzione di Massimiliano Bruno e Matteo Mazzocchi. Si trattava di una trasmissione comico-sportiva, il cui titolo riprendeva quello della storica trasmissione RAI 90º minuto.

## La trasmissione
Dedicato specificamente al calcio degli anni ottanta, la sua caratteristica fondamentale è la totale immersione retro nel calcio del passato, contraddistinta dall'esposizione di oggetti o abiti esclusivamente degli anni ottanta, incluso un finto-collegamento con Giulio Spadetta (uno degli autori) travestito da inviato di campo dell'epoca con relativo utilizzo delle classiche cuffie di notevoli dimensioni.
Tra gli ospiti di volta in volta invitati, calciatori come Juary, Sergio Brio, Odoacre Chierico, Ciccio Graziani, Claudio Garella, Pietro Fanna, Vito Chimenti, Beniamino Vignola, Giuseppe Bruscolotti e commentatori quali Tonino Carino, Bruno Pizzul, Ferruccio Gard, Aldo Biscardi, Luigi Necco. Durante la trasmissione vi è il susseguirsi delle figurine Panini dell'epoca con relativo commento sui più pittoreschi giocatori raffigurati. Tra gli oggetti maggiormente esaltati, il gioco del Subbuteo, che fa anche parte della scenografia. A fare da cornice, la presenza di sei ragazze in costume in stile Drive in, le ottantenni. Tormentone della trasmissione è "...quei terribili anni '80....

## Scenografia e costumi
Oltre al citato gioco del Subbuteo, in trasmissione è possibile vedere, tra le altre cose, il classico "elaboratore elettronico" Commodore ed il pubblico che indossa sciarpe "datate". Le ballerine sfoggiano le caratteristiche acconciature degli anni '80. Uno dei presentatori (Massimiliano Bruno) indossa sempre felpe in stile dell'epoca raffiguranti ad esempio Super Mario Bros o gruppi musicali come i Duran Duran o Madonna. Sigla della trasmissione è il brano Shout dei Tears for Fears.